# NME Álbum do Ano
Todo mês de dezembro, a revista de música britânica NME faz uma lista dos melhores álbuns do ano, desde 1974. A lista é publicada usualmente em uma das edições vendidas antes do Natal.

## Lista dos vencedores
| Ano  | Artista                 | Álbum                                                         | Origem         | Nota Dada pela NME |
| ---- | ----------------------- | ------------------------------------------------------------- | -------------- | ------------------ |
| 1974 | Steely Dan              | Pretzel Logic                                                 | Estados Unidos | --                 |
| 1975 | Bob Dylan               | Blood on the Tracks                                           | Estados Unidos | --                 |
| 1976 | Bob Dylan               | Desire                                                        | Estados Unidos | --                 |
| 1977 | David Bowie             | "Heroes"                                                      | Estados Unidos | --                 |
| 1978 | Bruce Springsteen       | Darkness on the Edge of Town                                  | Estados Unidos | --                 |
| 1979 | Talking Heads           | Fear of Music                                                 | Estados Unidos | --                 |
| 1980 | Joy Division            | Closer                                                        | Inglaterra     | --                 |
| 1981 | Grace Jones             | Nightclubbing                                                 | Jamaica        | --                 |
| 1982 | Marvin Gaye             | Midnight Love                                                 | Estados Unidos | --                 |
| 1983 | Elvis Costello          | Punch the Clock                                               | Inglaterra     | --                 |
| 1984 | Bobby Womack            | The Poet II                                                   | Estados Unidos | --                 |
| 1985 | Tom Waits               | Rain Dogs                                                     | Estados Unidos | --                 |
| 1986 | Prince                  | Parade: Music from the Motion Picture "Under the Cherry Moon" | Estados Unidos | --                 |
| 1987 | Public Enemy            | Yo! Bum Rush the Show                                         | Estados Unidos | --                 |
| 1988 | Public Enemy            | It Takes a Nation of Millions to Hold Us Back                 | Estados Unidos | --                 |
| 1989 | De La Soul              | 3 Feet High and Rising                                        | Estados Unidos | --                 |
| 1990 | Happy Mondays           | Pills 'n' Thrills and Bellyaches                              | Inglaterra     | --                 |
| 1991 | Nirvana                 | Nevermind                                                     | Estados Unidos | --                 |
| 1992 | Sugar                   | Copper Blue                                                   | Estados Unidos | --                 |
| 1993 | Björk                   | Debut                                                         | Islândia       | 4,5 de 5           |
| 1994 | Oasis                   | Definitely Maybe                                              | Inglaterra     | 9 de 10            |
| 1995 | Tricky                  | Maxinquaye                                                    | Inglaterra     | --                 |
| 1996 | Beck                    | Odelay                                                        | Estados Unidos | --                 |
| 1997 | Spiritualized           | Ladies and Gentlemen We Are Floating in Space                 | Inglaterra     | --                 |
| 1998 | Mercury Rev             | Deserter's Songs                                              | Estados Unidos | --                 |
| 1999 | The Flaming Lips        | The Soft Bulletin                                             | Estados Unidos | 9 de 10            |
| 2000 | Queens of the Stone Age | Rated R                                                       | Estados Unidos | 9 de 10            |
| 2001 | The Strokes             | Is This It                                                    | Estados Unidos | 10 de 10           |
| 2002 | Coldplay                | A Rush of Blood to the Head                                   | Estados Unidos | 9 de 10            |
| 2003 | The White Stripes       | Elephant                                                      | Estados Unidos | 9 de 10            |
| 2004 | Franz Ferdinand         | Franz Ferdinand                                               | Escócia        | 9 de 10            |
| 2005 | Bloc Party              | Silent Alarm                                                  | Inglaterra     | 9 de 10            |
| 2006 | Arctic Monkeys          | Whatever People Say I Am, That's What I'm Not                 | Inglaterra     | 10 de 10           |
| 2007 | Klaxons                 | Myths Of The Near Future                                      | Inglaterra     | 9 de 10            |
| 2008 | MGMT                    | Oracular Spectacular                                          | Estados Unidos | --                 |
| 2009 | The Horrors             | Primary Colours                                               | Inglaterra     | --                 |

## Estatísticas

### Vitórias por país
- 1.  Estados Unidos - 23 vitórias
- 2.  Inglaterra - 10 vitórias
- 3.  Escócia - 1 vitória
- 3.  Islândia - 1 vitória
- 3.  Jamaica - 1 vitória

### Outras estatísticas
Somente dois artistas venceram duas vezes: Bob Dylan (1975 e 1976) e Public Enemy (1987 e 1988), e coincidentemente, foram vitórias em anos consecutivos.
A última vitória dos Estados Unidos foi em 2003, com o álbum Elephant, dos White Stripes.
A primeira vitória de um país não-EUA foi em 1980, da Inglaterra (Joy Division).
Somente dois álbuns atingiram a nota máxima (Is This It, do The Strokes, em 2001 e Whatever People Say I Am, That's What I'm Not, do Arctic Monkeys, em 2006).